# Campionat de Catalunya de natació - 100 metres lliures
Els 100 metres lliures és una prova del Campionat de Catalunya de natació que es realitza des del 1921 en categoria masculina i des del 1927 en categoria femenina. És considerada la prova reina de velocitat del campionat. Se celebrà per primer cop a la quarta edició del Campionat de Catalunya, després que el febrer d'aquell mateix any és constituís oficialment la Federació Catalana de Natació Amateur (FCNA). La federació normalitzà les distàncies de les proves per tal d'homologar-les a nivell internacional i celebrà els campionats en piscines de format regulat.
A nivell de clubs, la prova fou dominada durant les primeres tres dècades pels nedadors del Club Natació Barcelona. Des del 1961, s'han proclamat campions diversos nedadors del Club Natació Sabadell, Club Natació Montjuïc, Club Natació Terrassa, Club Natació Catalunya, Club Natació Sant Andreu, entre d'altres. A nivell individual, destaquen els vuit títols de Robert Queralt (1948-50, 1950, 1952-54, 1956-57) en categoria masculina, i, en categoria femenina, els set campionats de Marta González Crivillers (2013-17, 2020, 2022), que igualà el rècord històric de Carme Soriano durant la dècada del 1930.

## Historial

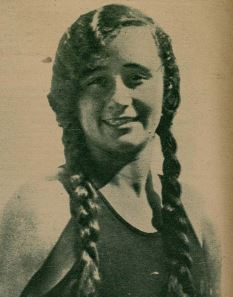
Maria Lluïsa Vigo guanyà dos cops el Campionat de Catalunya els anys 1928 i 1930.

| Edició                                                          | Data    | Competició masculina            | Competició masculina            | Competició masculina            | Competició femenina               | Competició femenina               | Competició femenina               | refs.                   |
| Edició                                                          | Data    | Campió                          | Club                            | Temps                           | Campiona                          | Club                              | Temps                             | refs.                   |
| --------------------------------------------------------------- | ------- | ------------------------------- | ------------------------------- | ------------------------------- | --------------------------------- | --------------------------------- | --------------------------------- | ----------------------- |
| IV                                                              | 1921    | Jaume Cruells                   | CN Barcelona                    | 1:23.4                          | la prova femenina començà el 1925 | la prova femenina començà el 1925 | la prova femenina començà el 1925 | [ 2 ] [ 3 ]             |
| V                                                               | 1922    | Josep M. Pinillo                | CN Barcelona                    | 1:13.0                          | la prova femenina començà el 1925 | la prova femenina començà el 1925 | la prova femenina començà el 1925 | [ 2 ] [ 3 ]             |
| VI                                                              | 1923    | Josep M. Pinillo                | CN Barcelona                    | 1:15.8                          | la prova femenina començà el 1925 | la prova femenina començà el 1925 | la prova femenina començà el 1925 | [ 2 ] [ 3 ]             |
| VII                                                             | 1924    | Josep M. Pinillo                | CN Barcelona                    | 1:13.2                          | la prova femenina començà el 1925 | la prova femenina començà el 1925 | la prova femenina començà el 1925 | [ 2 ] [ 3 ]             |
| VIII                                                            | 1925    | Josep M. Pinillo                | CN Barcelona                    | 1:07.4                          | Pilar Garcia                      | CN Barcelona                      | 1:51.0                            | [ 2 ] [ 3 ]             |
| IX                                                              | 1926    | Salvador Parés                  | CN Barcelona                    | 1:09.4                          | Lucrècia Muñoz                    | CN Barcelona                      | 1:30.2                            | [ 2 ] [ 3 ]             |
| X                                                               | 1927    | Josep M. Pinillo                | CN Barcelona                    | 1:09.3                          | Lucrècia Muñoz                    | CN Barcelona                      | 1:27.4                            | [ 2 ] [ 3 ]             |
| XI                                                              | 1928    | Josep González                  | CN Barcelona                    | 1:06.1                          | Maria Lluïsa Vigo                 | CN Barcelona                      | 1:28.7                            | [ 2 ] [ 3 ]             |
| XII                                                             | 1929    | Àngel Sabata                    | CN Barcelona                    | 1:11.1                          | Mercè Bassols                     | CN Barcelona                      | 1:29.0                            | [ 2 ] [ 3 ]             |
| XIII                                                            | 1930    | Salvador Parés                  | CN Barcelona                    | 1:09.2                          | Maria Lluïsa Vigo                 | CN Barcelona                      | 1:31.0                            | [ 2 ] [ 3 ]             |
| XIV                                                             | 1931    | Salvador Parés                  | CN Barcelona                    | 1:08.1                          | Carme Soriano                     | CN Barcelona                      | 1:22.0                            | [ 4 ] [ 2 ] [ 3 ]       |
| XV                                                              | 1932    | no es disputà entre 1932 i 1936 | no es disputà entre 1932 i 1936 | no es disputà entre 1932 i 1936 | Carme Soriano                     | CN Barcelona                      | 1:19.9                            | [ 4 ] [ 2 ] [ 3 ]       |
| XVI                                                             | 1933    | no es disputà entre 1932 i 1936 | no es disputà entre 1932 i 1936 | no es disputà entre 1932 i 1936 | Carme Soriano                     | CN Barcelona                      | 1:15.9                            | [ 4 ] [ 2 ] [ 3 ]       |
| XVII                                                            | 1934    | no es disputà entre 1932 i 1936 | no es disputà entre 1932 i 1936 | no es disputà entre 1932 i 1936 | Carme Soriano                     | CN Barcelona                      | 1:20.4                            | [ 4 ] [ 2 ] [ 3 ]       |
| XVIII                                                           | 1935    | no es disputà entre 1932 i 1936 | no es disputà entre 1932 i 1936 | no es disputà entre 1932 i 1936 | Carme Soriano                     | CN Barcelona                      | 1:18.2                            | [ 4 ] [ 2 ] [ 3 ] [ 5 ] |
| XIX                                                             | 1936    | no es disputà entre 1932 i 1936 | no es disputà entre 1932 i 1936 | no es disputà entre 1932 i 1936 | Carme Soriano                     | CN Barcelona                      | 1:15.2                            | [ 4 ] [ 2 ] [ 3 ]       |
| no es disputà entre 1937 i 1938 per l'esclat de la Guerra Civil |         |                                 |                                 |                                 |                                   |                                   |                                   |                         |
| XX                                                              | 1939    | Francesc Sabater                | CN Barcelona                    | 1:04.9                          | Núria Juandó                      | CN Barcelona                      | 1:26.8                            | [ 2 ] [ 3 ]             |
| XXI                                                             | 1940    | no es disputà entre 1940 i 1941 | no es disputà entre 1940 i 1941 | no es disputà entre 1940 i 1941 | Carme Soriano                     | CN Barcelona                      | 1:20.0                            | [ 2 ] [ 3 ]             |
| XXII                                                            | 1941    | no es disputà entre 1940 i 1941 | no es disputà entre 1940 i 1941 | no es disputà entre 1940 i 1941 | Mary Bernet                       | CN Barcelona                      | 1:19.6                            | [ 6 ] [ 2 ] [ 3 ]       |
| XXIII                                                           | 1942    | Asensi Bernal                   | CN Barcelona                    | 1:08.0                          | Mary Bernet                       | CN Barcelona                      | 1:18.3                            | [ 6 ] [ 2 ] [ 3 ]       |
| XXIV                                                            | 1943    | Josep Bernal                    | CN Barcelona                    | 1:08.2                          | Mary Bernet                       | CN Barcelona                      | 1:18.8                            | [ 6 ] [ 2 ] [ 3 ]       |
| XXV                                                             | 1944    | Josep Abril                     | CE Mediterrani                  | 1:07.4                          | Mary Bernet                       | Independent                       | 1:19.4                            | [ 6 ] [ 2 ] [ 3 ]       |
| XXVI                                                            | 1945    | Segismundo Pera                 | CN Barcelona                    | 1:04.2                          | Avelina Lacasa                    | CN Barcelona                      | 1:23.8                            | [ 2 ] [ 3 ]             |
| XXVII                                                           | 1946    | Segismundo Pera                 | Reus Deportiu                   | 1:04.2                          | Elena Azpelicueta                 | CN Barcelona                      | 1:15.8                            | [ 7 ] [ 2 ] [ 3 ]       |
| XXVIII                                                          | 1947    | Jordi Herrera                   | CN Barcelona                    | 1:05.0                          | Elena Azpelicueta                 | CN Barcelona                      | 1:18.5                            | [ 2 ] [ 3 ]             |
| XXIX                                                            | 1948    | Robert Queralt                  | CN Barcelona                    | 1:03.0                          | Enriqueta Soriano                 | CN Barcelona                      | 1:18.0                            | [ 8 ] [ 2 ] [ 3 ]       |
| XXX                                                             | 1949    | Robert Queralt                  | CN Barcelona                    | 1:02.0                          | Helena Wüst                       | CN Barcelona                      | 1:22.2                            | [ 8 ] [ 2 ] [ 3 ]       |
| XXXI                                                            | 1950    | Robert Queralt                  | CN Barcelona                    | 1:00.5                          | Anna Maria Moreno                 | CN Barcelona                      | 1:20.6                            | [ 8 ] [ 2 ] [ 3 ]       |
| XXXII                                                           | 1951    | Ricardo Conde                   | CN Barcelona                    | 59.8                            | Else Herbolzheimer                | CN Barcelona                      | 1:17.8                            | [ 2 ] [ 3 ]             |
| XXXIII                                                          | 1952    | Robert Queralt                  | CN Barcelona                    | 1:00.0                          | Else Herbolzheimer                | CN Barcelona                      | 1:17.2                            | [ 8 ] [ 2 ] [ 3 ]       |
| XXXIV                                                           | 1953    | Robert Queralt                  | CN Barcelona                    | 1:01.2                          | Salomé Muntané                    | CN Barcelona                      | 1:18.0                            | [ 8 ] [ 2 ] [ 3 ]       |
| XXXV                                                            | 1954    | Robert Queralt                  | CN Barcelona                    | 1:04.0                          | Else Herbolzheimer                | CN Barcelona                      | 1:16.5                            | [ 8 ] [ 2 ] [ 3 ]       |
| XXXVI                                                           | 1955    | Agustí Gumbau                   | CN Barceloneta                  | 1:03.5                          | Mariuca Galindo                   | CN Barcelona                      | 1:15.0                            | [ 2 ] [ 3 ]             |
| XXXVII                                                          | 1956    | Robert Queralt                  | CN Barcelona                    | 1:01.2                          | Mariuca Galindo                   | CN Barcelona                      | 1:16.5                            | [ 8 ] [ 2 ] [ 3 ]       |
| XXXVIII                                                         | 1957    | Robert Queralt                  | CN Barcelona                    | 1:00.0                          | Trinitat Solà                     | CN Vic                            | 1:18.8                            | [ 8 ] [ 2 ] [ 3 ]       |
| XXXIX                                                           | 1958    | Leopold Rodés                   | CN Barcelona                    | 59.9                            | Carme Santamaría                  | CN Barcelona                      | 1:15.9                            | [ 2 ] [ 3 ]             |
| XL                                                              | 1959    | Leopold Rodés                   | CN Barcelona                    | 1:00.3                          | Maria Carme Medina                | CN Montjuïc                       | 1:14.7                            | [ 2 ] [ 3 ]             |
| XLI                                                             | 1960    | Leopold Rodés                   | CN Barcelona                    | 59.0                            | Lídia Camprubí                    | CN Manresa                        | 1:12.5                            | [ 2 ] [ 3 ]             |
| XLII                                                            | 1961    | Leopold Rodés                   | CN Barcelona                    | 59.7                            | Lídia Camprubí                    | CN Manresa                        | 1:09.8                            | [ 2 ] [ 3 ]             |
| XLIII                                                           | 1962    | José Antonio Abadias            | CN Sabadell                     | 1:00.5                          | Lídia Camprubí                    | CN Manresa                        | 1:10.0                            | [ 2 ] [ 3 ]             |
| XLIV                                                            | 1963    | Antoni Codina                   | CN Terrassa                     | 58.8                            | Maria Ballesté                    | CN Sabadell                       | 1:05.3                            | [ 2 ] [ 3 ]             |
| XLV                                                             | 1964    | Josep R. Tarragó                | CN Reus Ploms                   | 57.9                            | Maria Ballesté                    | CN Sabadell                       | 1:07.8                            | [ 2 ] [ 3 ]             |
| XLVI                                                            | 1965    | Joan Fortuny                    | CN Barceloneta                  | 56.4                            | Maria Ballesté                    | CN Sabadell                       | 1:09.0                            | [ 2 ] [ 3 ]             |
| XLVII                                                           | 1966    | Joan Fortuny                    | CN Barceloneta                  | 57.3                            | Montserrat Aced                   | CN Terrassa                       | 1:06.8                            | [ 2 ] [ 3 ]             |
| XLVIII                                                          | 1967    | Joan Fortuny                    | CN Barceloneta                  | 57.8                            | Maria Ballesté                    | CN Sabadell                       | 1:08.7                            | [ 2 ] [ 3 ]             |
| XLIX                                                            | 1968    | Joan Fortuny                    | CN Barceloneta                  | 56.7                            | Carme Díaz                        | CN Barcelona                      | 1:07.6                            | [ 2 ] [ 3 ]             |
| L                                                               | 1969    | Jordi Comas                     | CN Sabadell                     | 55.9                            | Aurora Chamorro                   | CN Poble Nou                      | 1:06.3                            | [ 2 ] [ 3 ]             |
| LI                                                              | 1970    | Josep Pujol                     | CN Banyoles                     | 55.3                            | Aurora Chamorro                   | CN Poble Nou                      | 1:05.8                            | [ 2 ] [ 3 ]             |
| LII                                                             | 1971    | Josep Pujol                     | CN Banyoles                     | 55.7                            | Aurora Chamorro                   | CN Poble Nou                      | 1:04.4                            | [ 2 ] [ 3 ]             |
| LIII                                                            | 1972    | Antoni Culebras                 | CN Sabadell                     | 55.7                            | Aurora Chamorro                   | CN Poble Nou                      | 1:03.2                            | [ 2 ] [ 3 ]             |
| LIV                                                             | 1973    | Jordi Comas                     | CN Sabadell                     | 54.6                            | Maria Neus Panadell               | CN Manresa                        | 1:03.5                            | [ 2 ] [ 3 ]             |
| LV                                                              | 1974    | Santiago Esteva                 | CN Sabadell                     | 55.1                            | Dolors Balbuena                   | CN Sabadell                       | 1:03.6                            | [ 2 ] [ 3 ]             |
| LVI                                                             | 1975    | Raül Pérez                      | CN Mañanet                      | 56.5                            | Montserrat Artigas                | CN Barcelona                      | 1:04.0                            | [ 2 ] [ 3 ]             |
| LVII                                                            | 1976    | Marià Rigau                     | CN Barcelona                    | 56.2                            | Dolors Balbuena                   | CN Sabadell                       | 1:03.5                            | [ 2 ] [ 3 ]             |
| LVIII                                                           | 1977    | Jordi Comas                     | CN Sabadell                     | 55.6                            | Natàlia Mas                       | CN Terrassa                       | 1:01.07                           | [ 2 ] [ 3 ]             |
| LIX                                                             | 1978    | Jordi Cadens                    | CN Lleida                       | 55.3                            | Natàlia Mas                       | CN Terrassa                       | 1:00.1                            | [ 2 ] [ 3 ]             |
| LX                                                              | 1979    | Manuel Garcia                   | CN Montjuïc                     | 54.9                            | Natàlia Mas                       | CN Terrassa                       | 1:00.2                            | [ 2 ] [ 3 ]             |
| LXI                                                             | 1980    | Manuel Garcia                   | CN Montjuïc                     | 55.1                            | Rosa Canesa                       | CN Montjuïc                       | 1:01.09                           | [ 2 ] [ 3 ]             |
| LXII                                                            | 1981    | Manuel Garcia                   | CN Montjuïc                     | 55.07                           | Natàlia Mas                       | CN Terrassa                       | 59.51                             | [ 2 ] [ 3 ]             |
| LXIII                                                           | 1982    | Luís M. Martín                  | CN Reus Ploms                   | 54.7                            | Natàlia Mas                       | CN Terrassa                       | 59.8                              | [ 2 ] [ 3 ]             |
| LXIV                                                            | 1983    | Josep Balcells                  | CN Montjuïc                     | 54.6                            | Ingrid Julià                      | CN Sant Andreu                    | 1:01.07                           | [ 2 ] [ 3 ]             |
| LXV                                                             | 1984    | Luís M. Martín                  | CN Reus Ploms                   | 54.12                           | Yolanda Salvador                  | CN Hospitalet                     | 1.01.08                           | [ 2 ] [ 3 ]             |
| LXVI                                                            | 1985    | Josep A. Martínez               | CN Barcelona                    | 53.69                           | Yolanda Salvador                  | CN Hospitalet                     | 1.01.70                           | [ 2 ] [ 3 ]             |
| LXVII                                                           | 1986    | Daniel Serra                    | CN Montjuïc                     | 53.63                           | Imma Tarragó                      | CN Catalunya                      | 58.64                             | [ 2 ] [ 3 ]             |
| LXVIII                                                          | 1986-87 | Daniel Serra                    | CN Montjuïc                     | 53.75                           | Imma Tarragó                      | CN Catalunya                      | 59.31                             | [ 2 ] [ 3 ]             |
| LXIX                                                            | 1987-88 | José M. Martín                  | CN Catalunya                    | 52.70                           | Neus Gil                          | CN Granollers                     | 59.43                             | [ 2 ] [ 3 ]             |
| LXX                                                             | 1988-89 | Adolf Coll                      | CN Reus Ploms                   | 52.38                           | Neus Gil                          | CN Granollers                     | 59.25                             | [ 2 ] [ 3 ]             |
| LXXI                                                            | 1989-90 | Daniel Serra                    | CN Catalunya                    | 53.25                           | Eva Basullas                      | CN Manresa                        | 1:00.65                           | [ 2 ] [ 3 ]             |
| LXXII                                                           | 1990-91 | Daniel Serra                    | CN Catalunya                    | 53.21                           | Sònia Astola                      | CN Sallent                        | 58.89                             | [ 2 ] [ 3 ]             |
| LXXIII                                                          | 1991-92 | Adolf Coll                      | CN Reus Ploms                   | 52.67                           | Sònia Astola                      | CN Sallent                        | 58.47                             | [ 2 ] [ 3 ]             |
| LXXIV                                                           | 1992-93 | Daniel Serra                    | CN Catalunya                    | 52.85                           | Sònia Astola                      | CN Catalunya                      | 59.33                             | [ 2 ] [ 3 ]             |
| LXXV                                                            | 1993-94 | Mariano Jiménez                 | CN Sabadell                     | 52.46                           | Sònia Astola                      | CN Catalunya                      | 59.78                             | [ 2 ] [ 3 ]             |
| LXXVI                                                           | 1994-95 | Carlos J. Sánchez               | CN Sabadell                     | 53.45                           | Esther Martínez                   | CN Sabadell                       | 58.34                             | [ 2 ] [ 3 ]             |
| LXXVII                                                          | 1995-96 | Carlos J. Sánchez               | CN Sabadell                     | 52.85                           | Laura Roca                        | CN Terrassa                       | 58.89                             | [ 2 ] [ 3 ]             |
| LXXVIII                                                         | 1996-97 | Josep M. Rojano                 | CN Sabadell                     | 52.11                           | Susana Garabatos                  | CN Catalunya                      | 58.71                             | [ 2 ] [ 3 ]             |
| LXXIX                                                           | 1997-98 | Josep M. Rojano                 | CN Sabadell                     | 53.13                           | Susana Garabatos                  | CN Catalunya                      | 59.00                             | [ 2 ] [ 3 ]             |
| LXXX                                                            | 1998-99 | Josep M. Rojano                 | CN Sabadell                     | 52.12                           | Anna Morgades                     | CN Montjuïc                       | 58.72                             | [ 2 ] [ 3 ]             |
| LXXXI                                                           | 1999-00 | Juan José Ulacia                | CN Sabadell                     | 52.93                           | Lidia Elizalde                    | CN Sabadell                       | 58.74                             | [ 2 ] [ 3 ]             |
| LXXXII                                                          | 2000-01 | Eduard Lorente                  | CE Mediterrani                  | 51.68                           | Esther Bosch                      | CN Mataró                         | 1:00.42                           | [ 2 ] [ 3 ]             |
| LXXXIII                                                         | 2001-02 | Eduard Lorente                  | CE Mediterrani                  | 50.21                           | Tatiana Rouba                     | CN Catalunya                      | 57.06                             | [ 2 ] [ 3 ]             |
| LXXXIV                                                          | 2002-03 | Eduard Lorente                  | CE Mediterrani                  | 51.78                           | Lidia Elizalde                    | CN Sabadell                       | 58.84                             | [ 2 ] [ 3 ]             |
| LXXXV                                                           | 2003-04 | Olaf Wildeboer                  | CN Sabadell                     | 52.63                           | Tatiana Rouba                     | CN Catalunya                      | 57.00                             | [ 2 ] [ 3 ]             |
| LXXXVI                                                          | 2004-05 | Carlos Ballesteros              | CN Sant Andreu                  | 52.23                           | Esther Bosch                      | CN Mataró                         | 58.74                             | [ 2 ] [ 3 ]             |
| LXXXVII                                                         | 2005-06 | Carlos Ballesteros              | CN Sant Andreu                  | 51.01                           | Laura Roca                        | CN Terrassa                       | 57.50                             | [ 2 ] [ 3 ]             |
| LXXXVIII                                                        | 2006-07 | Sergi Sánchez                   | CN Terrassa                     | 52.70                           | Laura Roca                        | CN Terrassa                       | 59.90                             | [ 2 ] [ 3 ]             |
| LXXXIX                                                          | 2007-08 | Eduard Lorente                  | CN Sabadell                     | 51.27                           | Laura Roca                        | CN Terrassa                       | 57.41                             | [ 2 ] [ 3 ]             |
| XC                                                              | 2008-09 | Eduard Lorente                  | CN Sabadell                     | 50.75                           | Arantxa Ramos                     | CN Sabadell                       | 57.05                             | [ 2 ] [ 3 ]             |
| XCI                                                             | 2009-10 | Brenton Cabello                 | CN Sant Andreu                  | 51.54                           | Gemma Cristóbal                   | CN Terrassa                       | 58.19                             | [ 2 ] [ 3 ]             |
| XCII                                                            | 2010-11 | Matías Aguilera                 | CN Barcelona                    | 50.33                           | Palmira Chaparro                  | CN Granollers                     | 58.48                             | [ 2 ] [ 3 ]             |
| XCIII                                                           | 2011-12 | Matías Aguilera                 | CN Barcelona                    | 50.49                           | Maria Wilk                        | CN Vic-ETB                        | 56.77                             | [ 2 ] [ 3 ]             |
| XCIV                                                            | 2012-13 | Matías Aguilera                 | CN Barcelona                    | 50.95                           | Marta González                    | CN Sant Andreu                    | 56.77                             | [ 2 ] [ 3 ]             |
| XCV                                                             | 2013-14 | Eloi Saumell                    | CE Mediterrani                  | 51.31                           | Marta González                    | CN Sant Andreu                    | 57.27                             | [ 2 ] [ 3 ]             |
| XCVI                                                            | 2014-15 | Konrad Cerniak                  | CN Sabadell                     | 50.51                           | Marta González                    | CN Sant Andreu                    | 56.85                             | [ 2 ] [ 3 ]             |
| XCVII                                                           | 2015-16 | Joan Casanovas                  | CN Sabadell                     | 51.95                           | Marta González                    | CN Sant Andreu                    | 55.96                             | [ 2 ] [ 3 ]             |
| XCVIII                                                          | 2016-17 | Lautaro Rodríguez               | CN Terrassa                     | 52.10                           | Marta González                    | CN Sant Andreu                    | 55.85                             | [ 2 ] [ 3 ]             |
| XCIX                                                            | 2017-18 | Alex Ramos                      | CN Sant Andreu                  | 51.09                           | Lidón Muñoz                       | CN Sant Andreu                    | 55.60                             | [ 2 ] [ 3 ]             |
| C                                                               | 2018-19 | Alex Ramos                      | CN Sant Andreu                  | 51.14                           | Ainhoa Campabadal                 | CN Caldes                         | 57.11                             | [ 2 ] [ 3 ]             |
| CI                                                              | 2019-20 | Sergio de Celis                 | CN Sabadell                     | 50.64                           | Marta González                    | CN Sant Andreu                    | 56.54                             | [ 2 ] [ 3 ]             |
| CII                                                             | 2020-21 | Sergio de Celis                 | CN Sabadell                     | 50.62                           | Lidón Muñoz                       | CN Sant Andreu                    | 55.49                             | [ 2 ] [ 3 ]             |
| CIII                                                            | 2021-22 | Gillem Ramia                    | CE Mediterrani                  | 51.68                           | Marta González                    | CN Sant Andreu                    | 56.68                             | [ 2 ] [ 3 ]             |
| CIV                                                             | 2022-23 | Sergio de Celis                 | CN Sabadell                     | 50.39                           | Ainhoa Campabadal                 | CN Sant Andreu                    | 57.02                             | [ 2 ] [ 3 ]             |